# جيري شوارتز
جيرالد شوارتز (مواليد 1941) هو المؤسس والرئيس التنفيذي لشركة شركة أونكس. بلغ  صافي قيمة ثروته 1.6 مليار دولار أمريكي، وفقا لمجلة فوربس.